# Målagöl (Pjätteryds socken, Småland)
Målagöl är en sjö i Älmhults kommun i Småland och ingår i Helge ås huvudavrinningsområde.